# Macrocentrus fuscicornis
Macrocentrus fuscicornis är en stekelart som beskrevs av Szepligeti 1914. Macrocentrus fuscicornis ingår i släktet Macrocentrus och familjen bracksteklar. Inga underarter finns listade i Catalogue of Life.